# Zoophthorus dodecellae
Zoophthorus dodecellae är en stekelart som först beskrevs av Obrtel och Sedivy 1960.  Zoophthorus dodecellae ingår i släktet Zoophthorus och familjen brokparasitsteklar. Utöver nominatformen finns också underarten Z. d. insulator.